# Prezidentské volby v Polsku 2000
V polských prezidentských volbách byl 8. října 2000 zvolen dosavadní prezident Aleksander Kwaśniewski na druhé pětileté volební období. Byl zvolen ze 12 kandidátů již v prvním kole, ve kterém získal 53,9 % hlasů. Kromě něj obdrželi nejvíce hlasů bývalý ministr financí a zahraničních věcí Andrzej Olechowski (17,3 %) a odborový aktivista Marian Krzaklewski (15,57 %). Bývalý prezident Lech Wałęsa skončil na sedmém místě s 1,01 % hlasů. Ze všech přímých prezidentských voleb od roku 1989 to byly dosud (2020) jediné, ve kterých jeden z kandidátů zvítězil v prvním kole s nadpoloviční většinou hlasů. Volební účast byla 61,12 % voličů. Od roku 1990 se jednalo o třetí prezidentské volby.

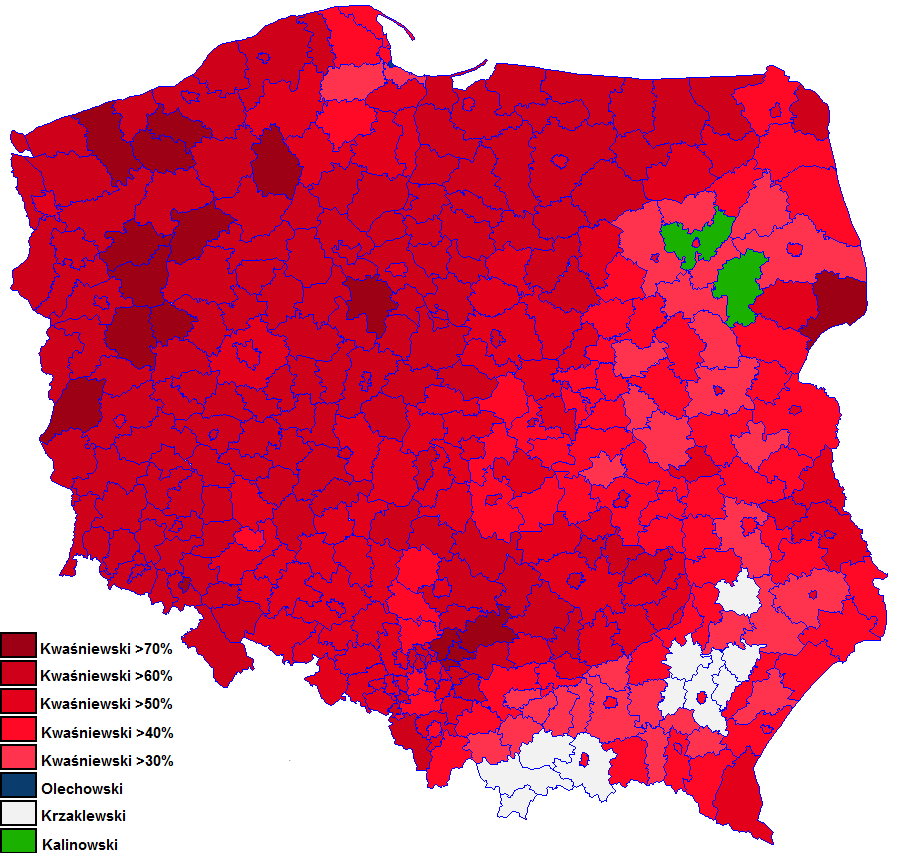
Vítězové prvního kola podle obvodů